# Andrea Gloria

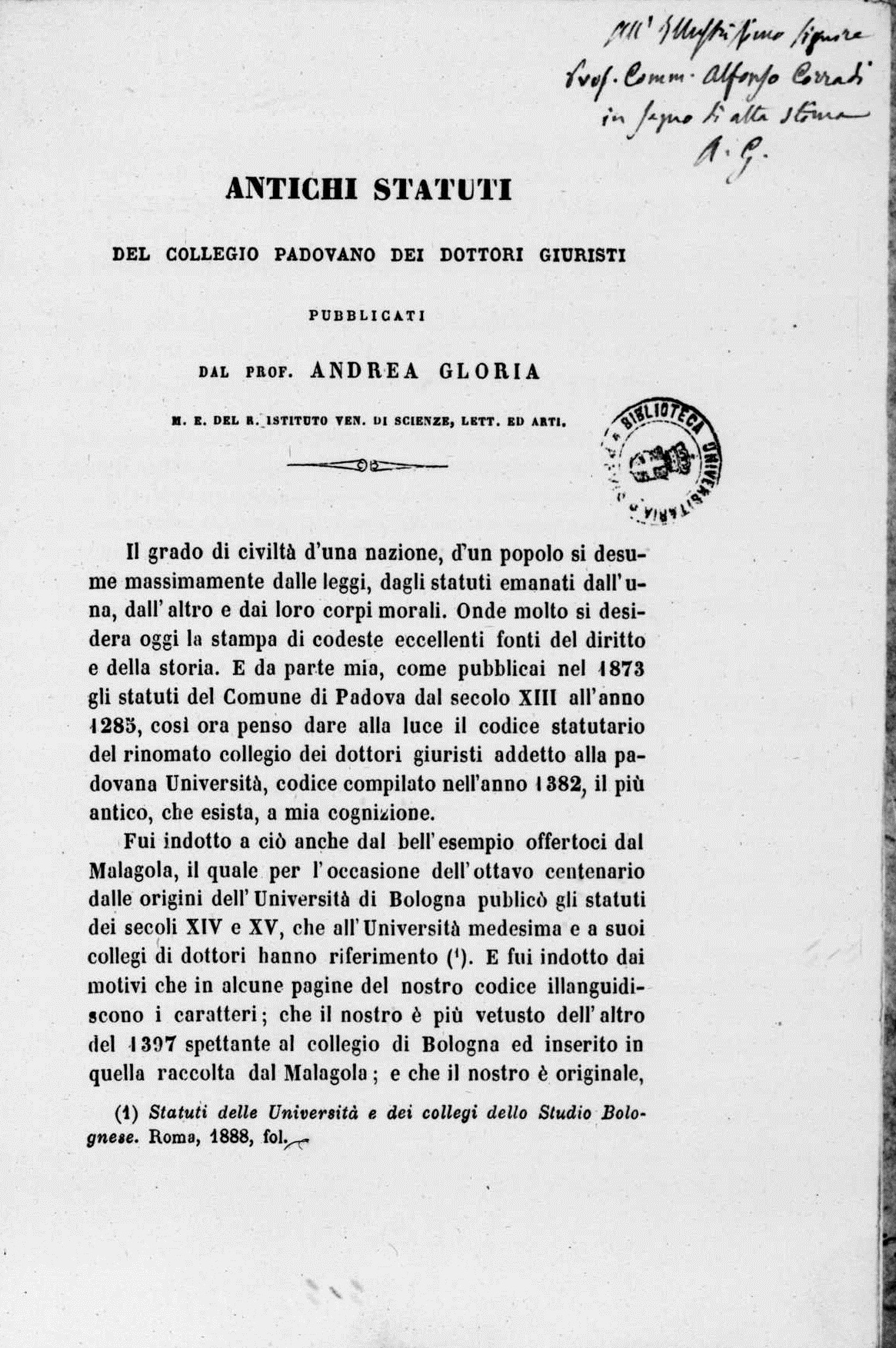
Antichi statuti del collegio padovano dei dottori giuristi, 1889

Andrea Gloria (Padova, 22 luglio 1821 – Padova, 31 luglio 1911) è stato un paleografo e storico italiano, professore all'Università di Padova dal 1863 al 1868.

## Biografia
Membro del Comitato d'azione padovano contro gli austriaci nel 1848-49, scrisse un diario degli avvenimenti che costituisce un'interessante fonte dei moti rivoluzionari di quel periodo.
Fu organizzatore del Museo Civico di Padova, collaborando attivamente all'acquisizione pubblica di manoscritti ed altri documenti appartenenti alla collezione del notaio Antonio Piazza. Il Gloria era, infatti, un appassionato studioso degli antichi archivi cittadini, oltre che della memoria giuridico-istituzionale; raccolse anche una cospicua documentazione delle antiche magistrature della città, in parte dispersa, in parte custodita negli archivi diocesani.
Fu direttore del Gabinetto di numismatica del Museo universitario di Scienze archeologiche e d'arte e curò la redazione di periodici inventari degli oggetti antichi e moderni ivi custoditi.

## Opere
- Leggi sul pensionatico, 1851.
- Dell'agricoltura nel padovano, 2 voll., 1855.
- Compendio delle lezioni teorico-pratiche di paleografia e diplomatica, 2 voll., Padova, 1870.
- Codice diplomatico padovano, 3 voll., 1877-81.
- Del volgare illustre dal secolo VII fino a Dante, 1880.
- Volgare illustre nel 1100 e proverbi volgari del 1200, 1885.
- Monumenti della Università di Padova, 2 voll., 1888.